# Сафоново (Могилёвская область)
Сафо́ново (бел. Сафонава) — деревня в составе Ленинского сельсовета Горецкого района Могилёвской области Республики Беларусь.
До 7 сентября 2000 года деревня входила в состав Ленинского сельсовета, до 20 ноября 2013 года — в составе Ходоровского сельсовета.

## Население
- 1999 год — 41 человек
- 2010 год — 3 человека